# الحياة البرية في إفريقيا
إن الحياة البرية في قارة إفريقيا تتميز بتنوع حيواني مذهل، وجميع الحيوانات تعيش في أنماط بيئية محيطة بالبحر والجزر والتي تجعل منها مكانا للتكاثر، واكتشاف أنواع جديدة، وعلى مر السنين كانت قارة أفريقيا مركزا للتنوع الحيواني، ويوجد النصف الأكبر من الاختلافات المتنوعة من الحياة البرية في جنوب القارة الأفريقية. 

## الحشرات

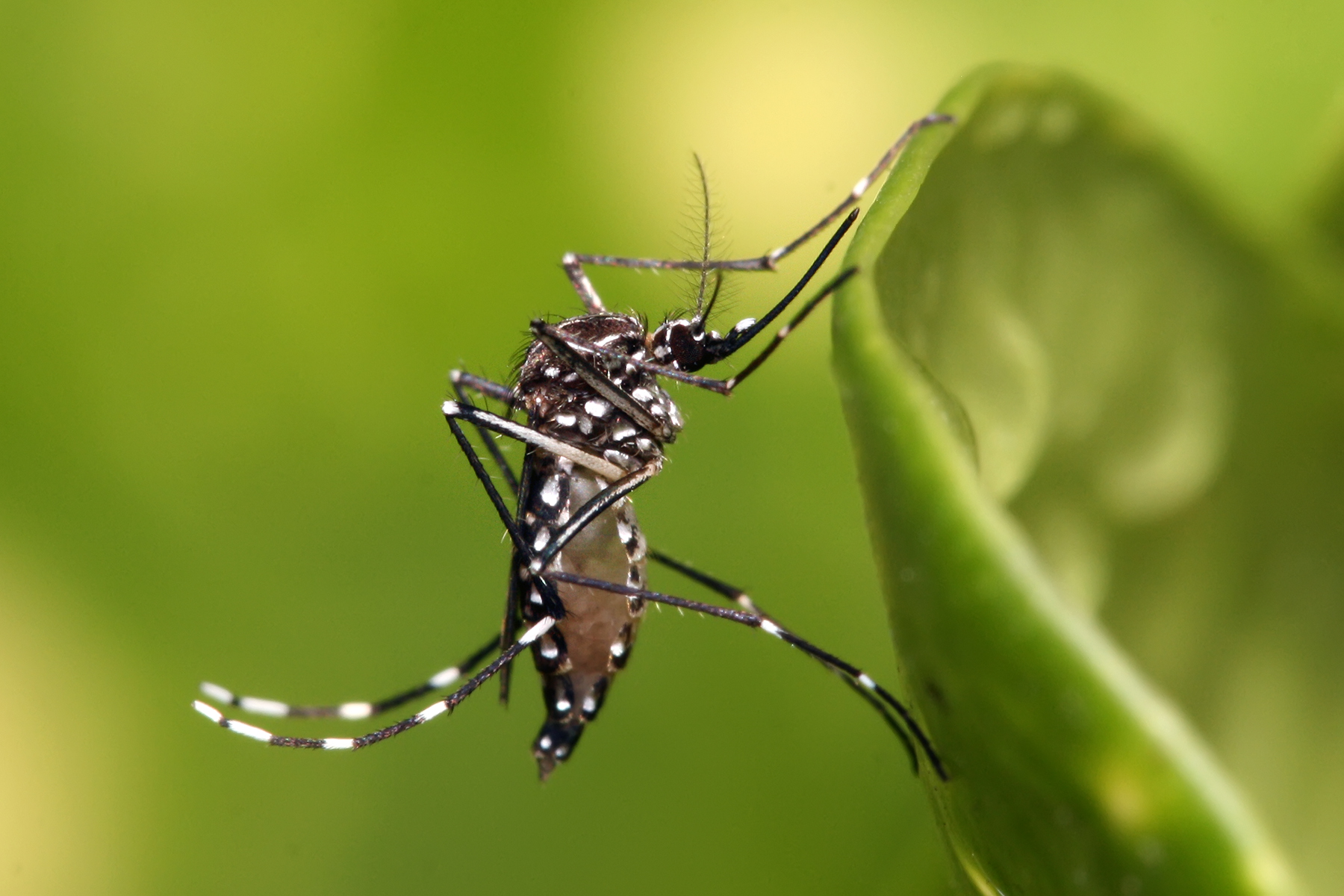
زاعجة مصرية

يوجد هنالك حوالي 100,000 نوعا من الحشرات قد وصفت من أفريقيا جنوب الصحراء، لكن هناك تلخيص قليل للحياة الحيوانية الأفريقية ككل (تلك تكون تقديرات الحشرات الإفريقية التي تؤلف نحو 10-20% من حشرات العالم تشمل أنواعا غنية، ونحو 15% من الأنواع الجديدة الموصوفة جاءت من منطقة أفريقيا الإستوائية). فقط التوطين الإفريقي الذي تتواجد فيه حشرات سراعيف عصوية.
ويوجد هنالك نحو 875 نوعا أفريقي من اليعسوبيات قد سجلت.
إن قارة أفريقيا تملك أكبر عدد من جنس الأرضة من جميع القارات, وفوق 1,000 نوعا أرضة.

## سمك

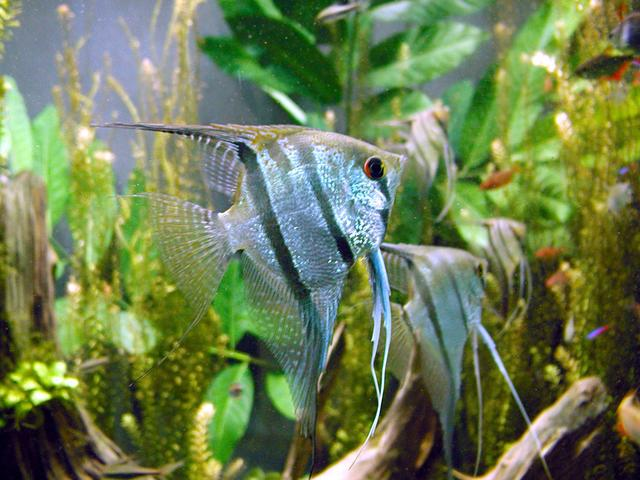
بلطية

إن قارة أفريقيا هي قارة غنية بأنواع مختلفة من سمك الماء العذب، حيث يقدر اعدادها بحوالي 3000 نوعا. وتحتوي في منطقة الشرق الإفريقي على بحيرات عظيمة مثل(بحيرة فيكتوريا، ومالاوي، وتنجانيقا)، وهي مركز منوع حيوي لعديد من الأسماك، وخصوصا سمك بلطية (مرفائهم تعد بأكثر من ⅔ في التقدير 2000 نوعا في العائلة). بينما نجد في منطقة الغرب الأفريقي الأنهر الساحلية التي تغطي القسم الغربي من أفريقيا، وتحتوي في 322 ميناء في غرب أفريقيا على أنواع عديدة من السمك، مع 247 نوعا محددا في هذه المساحة و 129 نوعا حتى تحديد الرقع الصغيرة. فالفونا والأنهر المركزية تتألف من 194 نوعا من الأسماك، مع 119 نوعا موطنا وفقط 33 نوعا محددا في منطقة صغيرة. التنوع البحري هو تنوع قريب من شاطى المحيط الهندي مع نحو 2000 نوعا.
خصائص الفونا الإفريقية هي فرخيات (برمون, بلطي (سمك)، أسماك الخاليون، أسماك الجورامي المتسلقة، سمكة نطاط الطين, Parachanna [الإنجليزية], Acentrogobius [الإنجليزية], Croilia mossambica [الإنجليزية], Glossogobius [الإنجليزية], Hemichromis [الإنجليزية], نانوشروميس, Oligolepis [الإنجليزية], جثوم ذهبي, Redigobius [الإنجليزية], ذو الأسنان النشارية, Stenogobius [الإنجليزية] و أخرى), جونورينشيفورمس (Kneriidae [الإنجليزية], Phractolaemidae [الإنجليزية]), وبعض أنواع سمكة رئوية (سلمون أفريقي), وعديد الكراسين (Distichodontidae [الإنجليزية], Hepsetidae [الإنجليزية], Citharinidae [الإنجليزية], أسماك الراي), عظميات اللسان (Xenomystus nigri [الإنجليزية], Gymnarchidae [الإنجليزية], فصيلة القنوم، السمكة الفراشة), قرموط (Amphiliidae [الإنجليزية], Anchariidae [الإنجليزية], أسماك الأريداي, Austroglanididae [الإنجليزية], أسماك السلور المتنفسة للهواء, Claroteidae [الإنجليزية], سمك السلور الكهربائي، موشوكيات، الشلباية), أشكال الهف (الجالاكسيداي), بطحيشيات الشكل (بسيطات الشفة، بوسيلييدي) و شبوطيات الشكل (Labeobarbus [الإنجليزية], Pseudobarbus [الإنجليزية], Tanakia [الإنجليزية] و أخرى).

## البرمائيات

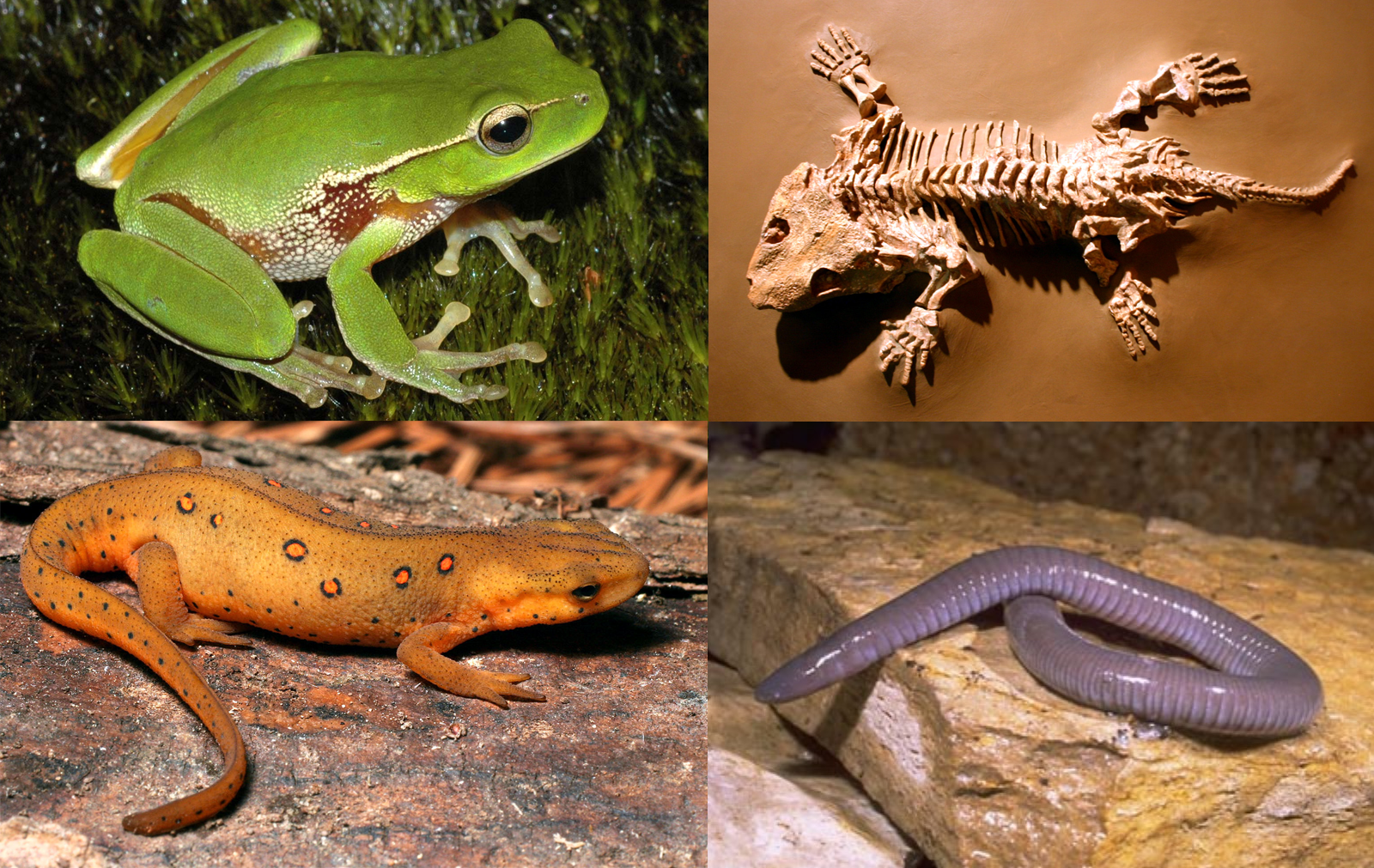

تتواجد وتتوطن في أفريقيا العائلات التالية: نحيفات المفصل، نحيفات المفصل، ضفادع الشبح، ضفدع ذو الأنف الجاروفي، ضفادع الأدغال، ضفادع السيل الإفريقية، ضفادع سامة مدغشقرية. علجوم حقيقي (علجوم بوفو، Churamiti، Capensibufo، Mertensophryne، Nectophryne، Nectophrynoides، Schismaderma، Stephopaedes، Werneria، Wolterstorffina), شقدعيات (ضفدع المطر، Callulina، Probreviceps، Cophylinae، ضفدع الطماطم، Melanobatrachinae، Scaphiophryninae), حاملات الجعد (Chiromantis), ضفادع حقيقية (Afrana، Amietia، Amnirana، Aubria، Conraua، Hildebrandtia، Lanzarana، ضفدع العشب، Strongylopus، Tomopterna)
وضفادع عديمة اللسان (Hymenochirus، Pseudhymenochirus، قيطم)

## زواحف

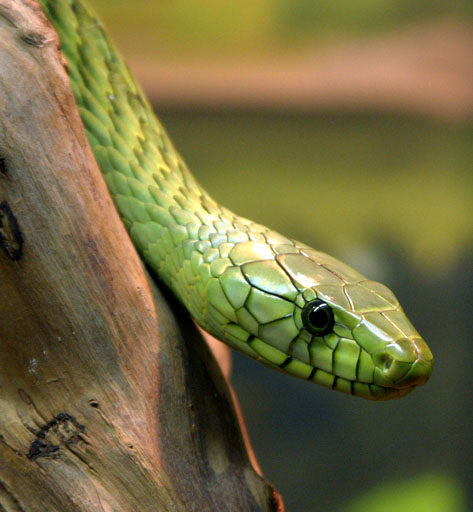
مامبا خضراء غربية, أفعى سام

إن دولة مدغشقر هي مركز تنوع لزواحف الحرباء والثعابيين، حيث تتواجد في قارة أفريقيا وتضم الأنواع التالية:Atractaspididae [الإنجليزية], أحفاث سامة (كوبرا, Aspidelaps [الإنجليزية], Boulengerina [الإنجليزية], مامبا, عربد, رنخاليات, Homoroselaps [الإنجليزية] وParanaja [الإنجليزية]), Causinae، أفعاوات (Adenorhinos [الإنجليزية], Atheris, Bitis [الإنجليزية], Cerastes (genus), حارية, Macrovipera [الإنجليزية], Montatheris [الإنجليزية], Proatheris [الإنجليزية], أفعى), عشيرة المعطشات (Dendrolycus [الإنجليزية], حية الشجر, Gonionotophis [الإنجليزية], Grayia (snake) [الإنجليزية], Hormonotus [الإنجليزية], ثعبان ساطع, شقاري, ثعبان مدغشقري, Madagascarophis [الإنجليزية], Poecilopholis [الإنجليزية], ثعبان البيض إلى أخره.),بيثون (بايثون (توضيح)), و ثعبان أعمى (ثعبانية عمياء)ثعابين عمياء نحيفة (Leptotyphlops [الإنجليزية], Rhinoleptus [الإنجليزية]).
والسحليات، تتنوع بكثرة من جيكو (Day gecko [الإنجليزية], Afroedura [الإنجليزية], Afrogecko [الإنجليزية], Colopus [الإنجليزية], Pachydactylus [الإنجليزية], برص المنازل, Narudasia [الإنجليزية], Paroedura [الإنجليزية], برص الصخر, Quedenfeldtia [الإنجليزية], Rhoptropus [الإنجليزية], برص قزم, برص ورقي الذيل), كورديلات, as well as سحالي حقيقية (سحلية مرج الرمل, العظاءة (كوكبة), عداء الصحراء, ثعبة, Pedioplanis [الإنجليزية]), عضرفوط، سقنقورية, Plated lizard [الإنجليزية] و بعض الورل الشائعة. حيث هناك 12 جنسا و 58 نوعا أفريقي سحالي دودية وأشباهها ( Chirindia [الإنجليزية], Zygaspis [الإنجليزية], Monopeltis, Dalophia).
وتحتوي على أجناس عديدة من السلاحف برية (سلاحف مفصلية, Pelusios [الإنجليزية], بساموبيتس, سلاحف نموذجية, سلاحف الكيب, سلحفاة الشراع المقوس), سلحفيات (حفاصيات, Cyclanorbis [الإنجليزية], Cycloderma [الإنجليزية], Erymnochelys [الإنجليزية]), وثلاثة أنواع من تماسيح (التمساح النيل, slender-snouted crocodile [الإنجليزية] وتمساح قزم) .

## طيور

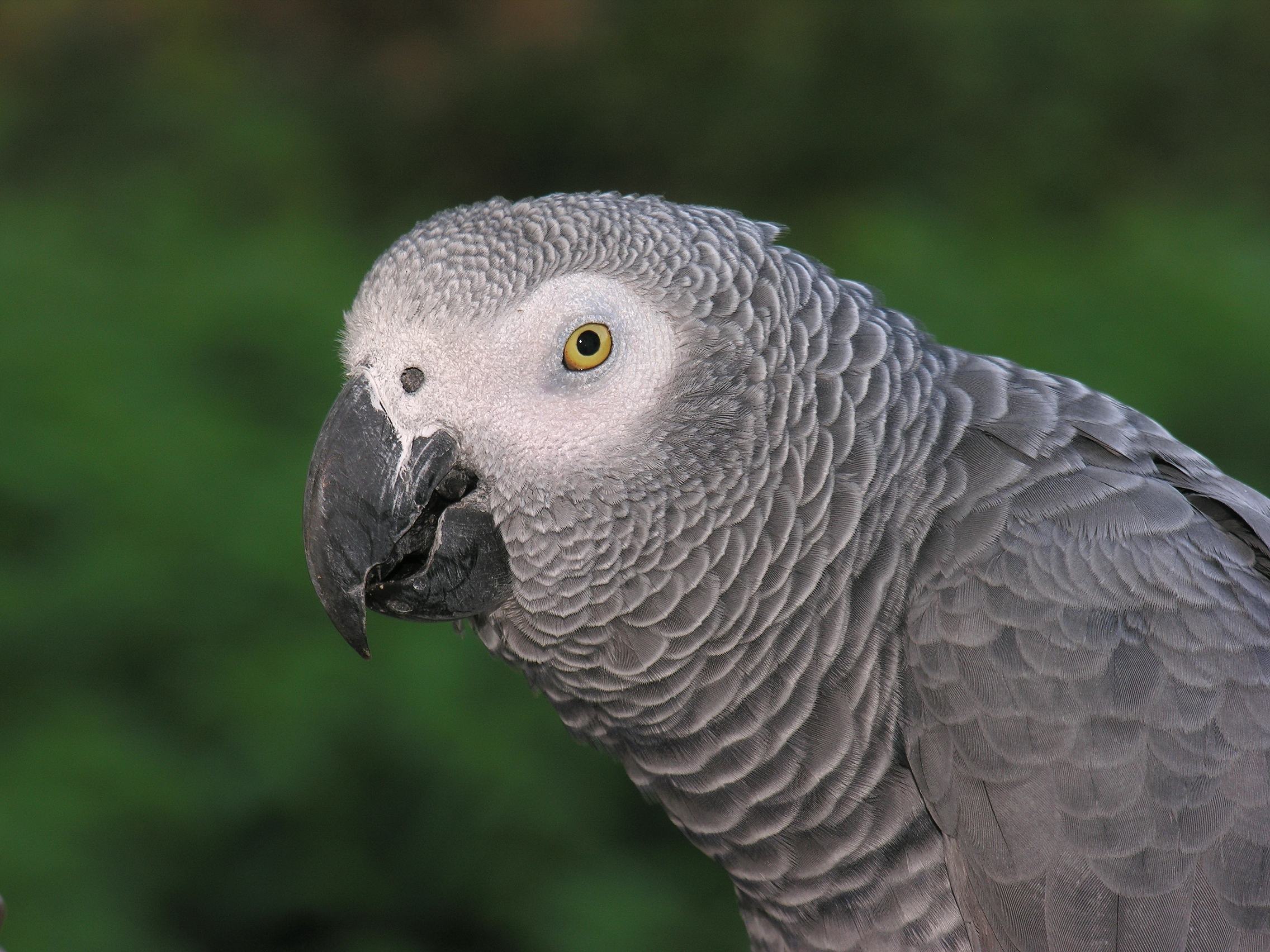
ببغاء رمادي أفريقي محلي في غابة مطيرة غرب أفريقيا.

تعيش في قارة أفريقيا بشكل مؤقت أو دائمي أكثر من 2600 نوع من الطيور، (ونحو 1500 منها من العصفوريات). و 114 نوعا ستكون أنواعا منقرضة.
النصف الجنوبي الأكبر من جنوب أفريقيا فيه توطين منوع من عائلات الطيور، ويشمل نعامة (نعامية)، Mesite [الإنجليزية], تمير (فصيلة طيور)، طائر الكاتب (طائر الكاتب), دجاج حبشي (Numididae), و كوليات (Coliidae). أيضا، بعض العائلات العصفوريات إلى حد (النصف الجنوبي الأكبر من جنوب أفريقيا). وتضم هذه المجموعة Rock-jumper [الإنجليزية] (Chaetopidae), دقناش الشجر (Malaconotidae), Wattle-eye [الإنجليزية], (Platysteiridae) و دجاج صخري (Picathartidae). ومجموعة أخرى من طيور تضم الببغاء (ببغاء متيم, Poicephalus [الإنجليزية], ببغاء رمادي), تتنوع كركية (Balearica [الإنجليزية], كركي أزرق, wattled crane [الإنجليزية]), لقلق (slaty egret [الإنجليزية], black heron [الإنجليزية], أبو سعن الأفريقي، لقلق أبديم، حذاء النيل الأبيض), حباريات (حبارى كوري, Neotis [الإنجليزية], Eupodotis [الإنجليزية], Lissotis [الإنجليزية]), قطويات (قطا (جنس)), شقراقيات (وروارية، أبو قرن, Ceratogymna [الإنجليزية]), تدرجية (دراج (طائر)، طاووس كونغو، سمان أزرق، سمان ضاحك, stone partridge [الإنجليزية], Madagascar partridge). ال نقاريات الشكل تضم مرشد العسل، بربيتاوات أفريقية، ساسيا أفريقي، ground woodpecker, Dendropicos [الإنجليزية] و Campethera [الإنجليزية]. ال وطيور المفترسة تضم ال صقر حوام, Harrier (bird) [الإنجليزية], نسور العالم القديم، عقاب حكيم, صرارة, سحنون و أخرى. طرغونية متمثل حسب الجنس الواحد (Apaloderma [الإنجليزية]). البطريق الأفريقي وهي فقط من نوع بطريق . مدغشقر كانت في ما مضى موطنها والآن Elephant birds [الإنجليزية] منقرضة.
أفريقيا هي موطن العديد من طيور مغردة (جشنة، طيور الصفارية, Antpecker [الإنجليزية], Brubru [الإنجليزية], ساكن القريضة، نيغريتا (جنس), Oliveback [الإنجليزية], Pytilia [الإنجليزية], green-backed twinspot [الإنجليزية], Crimson-wing [الإنجليزية], Seedcracker [الإنجليزية], Bluebill [الإنجليزية], Firefinch [الإنجليزية], شمعي المنقار, Amandava [الإنجليزية], Quailfinch [الإنجليزية], مونيا (جنس طيور)، حباك, tit-hylia [الإنجليزية], زغيم, Anthoscopus [الإنجليزية], Mirafra [الإنجليزية], Hypargos (bird) [الإنجليزية], Eremomela, Euschistospiza [الإنجليزية], Erythrocercus [الإنجليزية], Malimbus [الإنجليزية], طيور البيتا, Uraeginthus [الإنجليزية], غراب البين, white-necked raven [الإنجليزية], thick-billed raven [الإنجليزية], Cape crow [الإنجليزية] وأخرى). .
ومن 589 نوعا من الطيور (باستثناء طيور البحرية) تولد في منطقة قطبية شمالية قديمة (النصف الشمالي من الكرة الأرضية أسيا وأوروبا المعتدل الجو), 40% تمضي في الشتاء إلى أماكن أخرى. و هذه الأنواع التي تغادر في الشتاء, 98% تهاجر جنوبا نحو أفريقيا.
.

## ثدييات

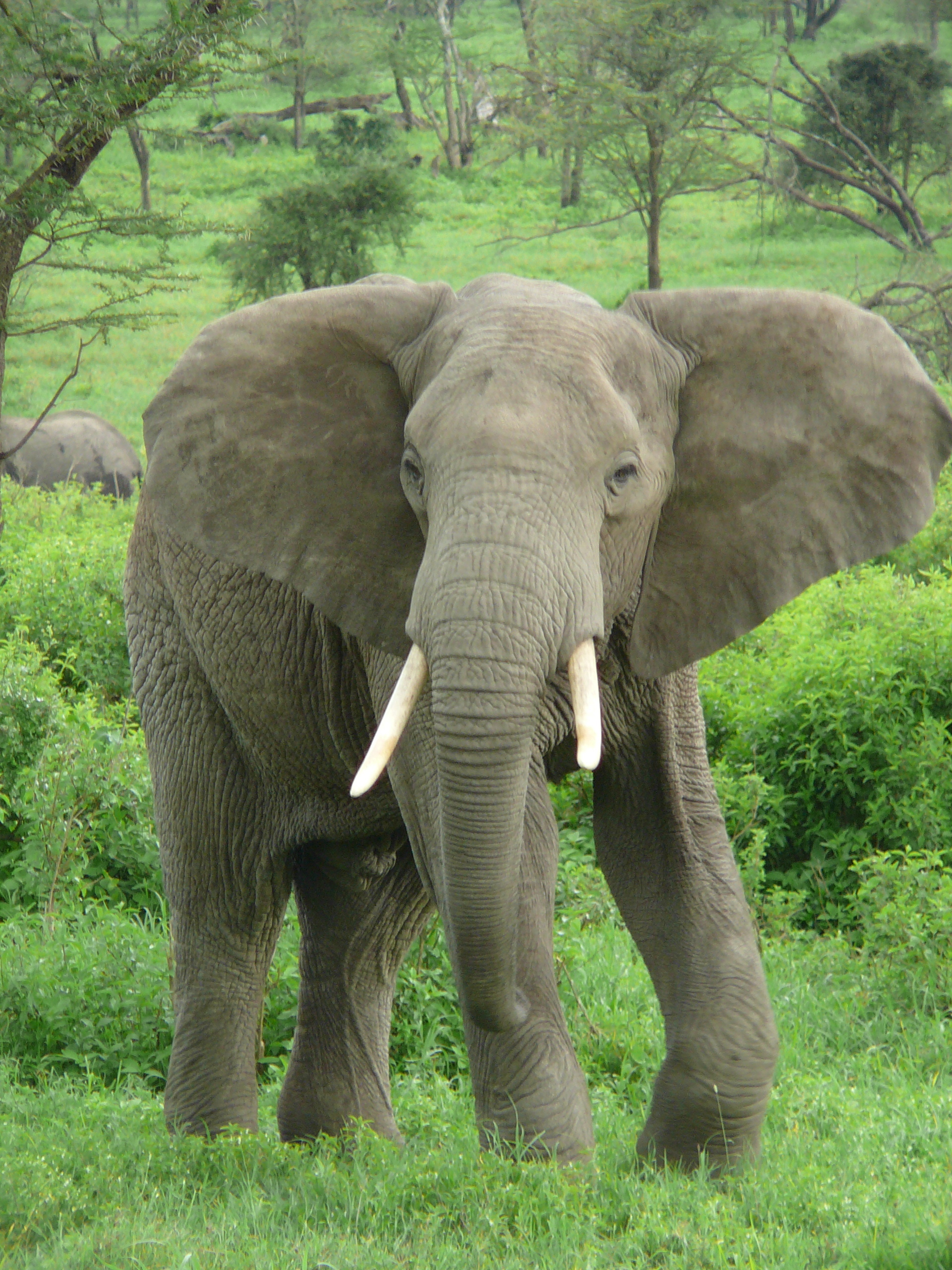
فيل الأحراش الأفريقي

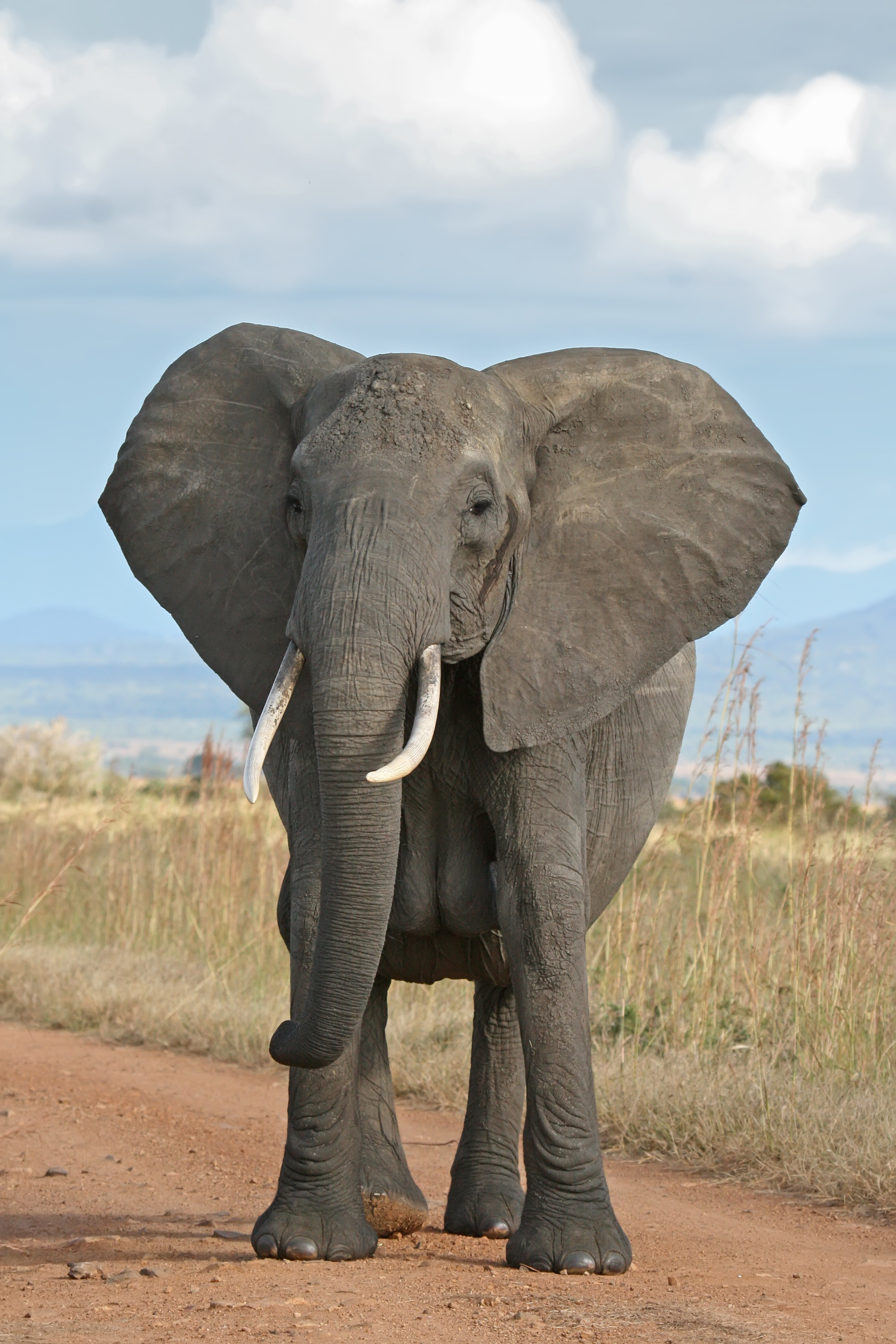
فيل أفريقي

تعيش في أفريقيا أكثر من 1100 نوعا من الثدييات. وقارة أفريقيا في المرتبة الثالثة من تنوع الثدييات، والأنبوبيات الأسنان (خنزير الأرض), وزبابيات أفريقية (مدال وعسربيات), و(زبابيات الفيل)، إن البحث العلمي الجاري في العلم الوراثة العرقية لثدييات إقترح الفرع الحيوي لوحشيات أفريقية. 
زباببات الشكل الأفريقية تضم زباباوات أفريقية و أسرة قرضاميات . القنفذ تضم قنفذ حبشي, قنفذ إفريقي و أخرى. القوارض تتمثل في African bush squirrel [الإنجليزية],سنجاب بري إفريقي, African striped squirrel [الإنجليزية], عضل (حيوان)، فأر الخيزران, Acacia rat [الإنجليزية], Nesomyidae [الإنجليزية], الأرنب الأفريقي، مناجذ, Dassie rat [الإنجليزية], Striped grass mouse [الإنجليزية], Sun squirrel [الإنجليزية], Thicket rat [الإنجليزية],شيهم العالم القديم, Target rat [الإنجليزية], Maned rat [الإنجليزية], Deomyinae, Aethomys [الإنجليزية], جرذ العشب, Colomys [الإنجليزية], Dasymys [الإنجليزية], Dephomys [الإنجليزية], Epixerus [الإنجليزية], Grammomys [الإنجليزية], زغبة أفريقية, Hybomys, Hylomyscus, Malacomys, Mastomys [الإنجليزية], فأر, Mylomys [الإنجليزية], Myomyscus [الإنجليزية], Oenomys, Otomys [الإنجليزية], Parotomys [الإنجليزية], Pelomys, Praomys [الإنجليزية], Rhabdomys [الإنجليزية], Stenocephalemys [الإنجليزية] 

وأنواع أخرى عديدة. الأرانب الإفريقية و الأرانب البرية تضم أرنب نهري، أرنب أفريقيا الوسطى، أرنب الصحراء البري, scrub hare [الإنجليزية], Ethiopian highland hare [الإنجليزية], أرنب سافانا أفريقيا, Abyssinian hare [الإنجليزية] وبعض أنواع قواعات الصخر الأحمر.بين ثدييات البحرية هناك أنواع عديدة من دلافين، ونوعان من الخيلانيات والفقمات (e.g. Cape fur seal [الإنجليزية]). و اللواحم التي توجد منها 60 نوعا، وتشمل الأنواع المعروفة الضبع، ووالأسد، ووالنمر، ووالفهد، ووالبج، كما تحتوي على الاقل شهرة من ثعلب خفاشي الأذنين، ابن عرس المنتن المخطط، ابن عرس مخطط أفريقي,عناق الأرض، غرير العسل، قضاعة مرقطة العنق, وبعض النموس، وابن آوى وقطط الزباد. عائلة Eupleridae [الإنجليزية] محدودة في مدغشقر.
القائمة الإفريقية من الحافريات طويلة جدا وأكثر عددا من أي قارة أخرى. وتتواجد في أفريقيا الأعداد أكبر من البقريات الحديثة، وجاموس أفريقي، ديكر (أسرة)، إمبالة، ريبك رمادي, Reduncinae [الإنجليزية], مها، دقدق، وثاب الصخور، أوريبي، غيرنوك، غزال، ثيتل الهرتبيس، نو (حيوان), dibatag [الإنجليزية], علند, جهبل, علهب, غطاف, Raphicerus [الإنجليزية], ساسابي). ومزدوجات الأصابع أخرى الحافريات تضم زرافة, أفرس النهر، الخنازير الوحشية أفريقية, Giant forest hog [الإنجليزية], Red river hog [الإنجليزية] و خنزير الآجام. ومفردات الأصابع تمثل بثلاثة أنواع من حمار الزرد، حمار بري إفريقي، وحيد القرن الأسود ووحيد القرن الأبيض. وثدييات الأفريقية الكبيرة وهي فيل الأحراش الأفريقي, وثدييات الكبيرة الثانية هي
الحياة الحيوانية الأفريقية تحتوي 64 نوعا من رئيسيات. أربعة أنواع من القردة العظيمة (قردة عليا) تستوطن في أفريقيا: وكلتا أنواع الغوريلا ( غوريلا غربية, غوريلا غوريلا, و  غوريلا شرقية, غوريلا برنجي) و وكلتا أنواع الشيمبانزي (شيمبانزي شائع, Pan troglodytes, و بونوبو, Pan paniscus). إنسان هم أسطوريون ممتأصيلون في أفريقيا. ورئيسيات أخرى تضم كولبساوات، رباح، أبو قلادة، سعدان الفرفت، سعدان الغينون، قرد المكاك، ميمون (سعدان)، سعدان المنجبي المتوج، سعدان المنجبي أبيض الحواجب، منجبي كبونجي، سعدان سبخي ألني، سعدان الباتاس وسعدان الطلابون. ليمور وآيآي و لخصائص مدغشقر. أنظر أيضا قائمة الثدييات في أفريقيا [الإنجليزية].